# سيرجيو مينيزيس
سيرجيو مينيزيس (بالبرتغالية: Sérgio Matias Franco de Menezes‏) هو منافس ألعاب قوى برازيلي، ولد في 27 أبريل 1965.

## وصلات خارجية
- سيرجيو مينيزيس على موقع الاتحاد الدولي لألعاب القوى (الإنجليزية)
- سيرجيو مينيزيس على موقع أوليمبيديا (الإنجليزية)